# غبريال الثامن (بابا الإسكندرية)
غبريال الثامن، بابا الإسكندرية وبطريرك الكرازة المرقسية للأقباط الأرثوذكس رقم 97. وأقام بطريركاً لمدة 15 سنة و10 أشهر و24 يوماً، في الفترة من 20 يونيو 1587 م حتى  14 مايو 1603 م، وتوفي. وخلا الكرسي بعده شهراً واحداً و16 يوماً.

## من قراراته
در البابا غبريال قراراً بتعديل الأصوام في الكنيسة القبطية كما يأتي:
1. أن يكون صوم الرسل من يوم عيد العذراء 21 بؤونه وفطره في 5 أبيب.
2. أن يكون صوم السيدة العذراء الذي يحل في شهر مسرى اختيارياً، فمن صامه وفاءً لنذر قطعه على نفسه فله ثوابه ومن لم يصمه فلا جناح عليه.
3. أن يبدأ صوم الميلاد من أول شهر كيهك ويكون فطره عيد الميلاد.
4. أن لا تصام ثلاثة أيام نينوى.